# Scouts vs. Zombies – Handbuch zur Zombie-Apokalypse
Scouts vs. Zombies – Handbuch zur Zombie-Apokalypse (Originaltitel: Scouts Guide to the Zombie Apocalypse) ist eine 2015 erschienene Horrorkomödie von Regisseur Christopher B. Landon nach einem Drehbuch von Landon, Carrie Evans, Emi Mochizuki, und Lona Williams. Die Hauptrollen belegen Tye Sheridan, Logan Miller, Joey Morgan, Sarah Dumont und David Koechner.
Der Film kam am 30. Oktober 2015 in die amerikanischen und am 12. November 2015 in die deutschen Kinos.

## Handlung
Im Osten der USA bricht ein durch ein Virus mutierter Zombie aus einem Labor aus, nachdem er den Hausmeister und einen Forscher zerfleischt hat. Etwa zur gleichen Zeit versuchen die drei Highschool-Schüler Ben, Carter und Augie, zusammen mit ihrem Anführer Rogers einzige Mitglieder der örtlichen Pfadfindergruppe, neue Mitglieder anzuheuern. Seit ihrer Kindheit sind die Drei befreundet und Teil der Pfadfindergruppe. Allerdings hegen Ben und vor allem Carter seit einiger Zeit den Wunsch, auszusteigen und sich mehr den Mädchen zu widmen, nicht zuletzt da sie immer wieder wegen ihrer Uniformen ausgelacht werden. Doch da Augie vor zwei Jahren seinen Vater verlor und seither im Pfadfinder-Dasein aufgeht, konnten sie sich bisher nicht dazu durchringen. Für den Abend ist ein Pfadfindercamp im Wald geplant, bei dem Augie ein lang ersehntes, besonderes Pfadfinderabzeichen erhalten soll.
Auf dem Nachhauseweg durch den Wald überfahren Ben und Carter einen Hirsch. Während sie den platten Vorderreifen wechseln, erscheint Jeff mit seinem Jeep, zusammen mit Chloe sowie Carters Schwester Kendall. Jeff macht sich wie immer lustig über die beiden Pfadfinder. Ben, der in Kendall verliebt ist, will ihr den toten Hirsch zeigen, doch der ist verschwunden. Carter interessiert dies wenig, da am selben Abend eine große, geheime Party stattfinden soll und er Jeff die Adresse abgeschwatzt hat. Ben hat Gewissensbisse, Augie vor den Kopf zu stoßen, doch Carter überredet ihn, mitzukommen, sobald die anderen beiden im Camp eingeschlafen seien.
Nachmittags ist Anführer Rogers im Wald unterwegs zum Camp, als er plötzlich von dem inzwischen mutierten Zombie-Hirsch angegriffen wird. Er kann ihn zwar töten, wird jedoch unmittelbar darauf von dem Zombie aus dem Labor angefallen. Mittlerweile bezahlt Carter einen Betrunkenen, der ihnen für die Party Bier in einem Supermarkt beschaffen soll. Dies gelingt erst, als ihnen Denise hilft, die schon volljährig ist und in einem Striplokal arbeitet. Im Camp bei Augie angekommen, wundern sich die drei Freunde über das Ausbleiben ihres Anführers. Als Augie schläft, schleichen Ben und Carter sich davon. Der enttäuschte Augie bemerkt dies, lässt sie aber gewähren. In der Stadt stellen Ben und Carter fest, dass alles wie ausgestorben ist. Auch der Türsteher des Striplokals ist nicht an seinem Platz, daher nutzen sie die Gelegenheit und schleichen sich hinein. Drinnen werden sie von Stripperin Amber und vom Türsteher angegriffen, beide zu Zombies mutiert, doch Denise taucht mit einem Gewehr auf und rettet sie. Währenddessen sucht Augie ihren Anführer Rogers in dessen Haus. Dieser ist nun ebenfalls ein Zombie und attackiert Augie, der ihn aber abfackeln, niederschlagen und fesseln kann.
Ben, Carter und Denise werden mittlerweile von einer Horde Zombies verfolgt und suchen Schutz in der Polizeiwache. Durch einen Zettel an der Tür erfahren sie, dass die Stadt inzwischen evakuiert wurde. Als die Zombiehorde ihnen auf den Fersen ist, schließen sie sich im Keller in einer Gefängniszelle ein und sind so vor dem Zugriff der Untoten geschützt. Dann trifft Augie ein, der Bens Auto erkennt, die Horde ablenkt und die Freunde befreit. Auf ihrer Flucht treffen sie auf den Betrunkenen, nun ein Zombie, mit dem Augie im Duett einen Popsong singt, bis Korporal Reeves auftaucht und den Zombie erschießt. Sie bitten den Soldaten, sie zu der Party zu bringen und ihre Freunde zu retten, müssen jedoch feststellen, dass Jeff ihnen absichtlich die falsche Adresse gegeben hat. Reeves verwandelt sich ebenfalls, doch Denise kann ihn erledigen. Über sein Funkgerät erfahren sie, dass das Militär in zwei Stunden ein Flächenbombardement über der Stadt plant. Carter fällt ein, dass seine Schwester die richtige Adresse in ihr Tagebuch geschrieben haben könnte, worauf sie zu ihm nach Hause fahren. Hier werden sie von der biestigen Nachbarin Ms. Fielder und weiteren Zombies angegriffen. Im letzten Moment findet Ben Kendalls Tagebuch und sie können sich mit einem Trampolin über die Mauer und in Ms. Fielders Haus retten. Von Ms. Fielders Zombiekatzen verfolgt, fliehen sie im Auto der Nachbarin und fahren dabei auf der Straße Pfadfinderführer Rogers um, der sich befreien konnte.
Denise trennt sich von den anderen, um Hilfe zu holen. Die drei Freunde sprechen sich aus und erneuern ihre Freundschaft. Dann machen sie einen Umweg über den örtlichen Baumarkt, wo sie sich mit ihren Pfadfinderkenntnissen aus Werkzeugen und Gartenutensilien Waffen basteln. Eben als sie am alten Freizeitzentrum eintreffen, dem Ort der Party, wird dieser von einer Horde Zombies gestürmt. Sie können zahlreiche Zombies aus dem Weg räumen, doch viele der Anwesenden wurden gebissen und mutieren ebenfalls, so wie Chloe und Jeff, die von Carter und Ben erledigt werden. Die Freunde schaffen die Überlebenden aus dem Gebäude und verriegeln es von innen. Dann flüchten sie sich in die Sporthalle und verbarrikadieren sich. Augie packt eine selbstgebastelte Bombe aus, mit der er sie vor einem Schicksal als Zombie bewahren will. Als die Zombies die Tür aufbrechen, erscheint Denise aus dem Abfallschacht, über den sie sich im letzten Moment retten können, kurz bevor die Bombe explodiert und die Zombiehorde in die Luft sprengt. Am Ende der Abfallrutsche landen sie in Müllsäcken und sehen, wie Anführer Rogers auf sie zu hinkt. In diesem Moment tauchen weitere Soldaten auf und sprengen Rogers mit einer Handgranate in die Luft.
Schließlich werden sie in ein Militärlager außerhalb der evakuierten Zone gebracht, wo Ben sich ein Herz fasst und Kendall küsst. Während des Abspanns kündigt Rogers’ abgetrennter, im Müll liegender Kopf das Ende des Films an.

## Hintergrund
Die Dreharbeiten begannen am 8. Mai 2014 in Los Angeles.
Am 30. Mai 2014 wurde durch die Produktionsfirma Paramount Pictures ein Veröffentlichungsdatum von 13. März 2015 für die Vereinigten Staaten bekannt gegeben. Dieses wurde jedoch später, am 14. Oktober 2014, revidiert und auf den 30. Oktober 2015 verschoben.
Im Juli 2015 gab Paramount bekannt, dass mit mehreren nordamerikanischen Kinoketten ein Vertrag geschlossen wurde, welcher vorsah, dass Scouts vs. Zombies und der ebenfalls von Paramount vertriebene Paranormal Activity: Ghost Dimension als Teil eines Versuchs bereits kurze Zeit nach der Kinoveröffentlichung digital als Video-on-Demand angeboten werden sollen. Als Gegenleistung bot Paramount den Kinos eine Gewinnbeteiligung an. Viele Kinoketten stimmten zu, unter anderem AMC, National Amusements, Alamo Drafthouse, und Cineplex (Kanada). Da jedoch auch mehrere größere Ketten das Angebot ablehnten, wurden die Filme in nur ca. 1350 nordamerikanischen Kinos gezeigt (vgl. ca. 3000 bei den früheren Paranormal Activity-Filmen). Die Video-on-Demand-Veröffentlichung fand jeweils 17 Tage nach dem Tag statt, an dem die Filme in weniger als 300 Kinos in Nordamerika liefen. Als Grund für den Versuch und den damit verbundenen Eingriff in die Filmverwertung wird das miserable Einspielergebnis von MGMs Hot Tub Time Machine 2 (2015) angenommen. Ein Vorsitzender von Paramount Pictures erklärte, dass Paramount mit der Strategie versuche, mangelnde prognostizierte Kinoeinnahmen der beiden Filme frühzeitig durch eine Digitalveröffentlichung zu kompensieren.
Der Film verfehlte sein Budget von 15,0 Mio. USD mit einem weltweiten Einspielergebnis von 14,9 Mio. USD knapp.

## Kritik
Der Film erhielt von Kritikern eher negative Bewertungen. Auf Rotten Tomatoes hält Scouts vs. Zombies eine Bewertung von 45 %, basierend auf 74 Kritiken und einer Durchschnittsbewertung von 4.7/10. Auf Metacritic wird er mit 32 von 100 Punkten bewertet, basierend auf 17 Kritiken.

„Scout vs. Zombies – Handbuch zur Zombie-Apokalypse ist – ganz dem Titel entsprechend – ein durchgeknalltes dreckiges B-Movie und bietet ein unterhaltsames Gag-Feuerwerk für Genrefans.“

„Scouts vs. Zombies sprengt zwar nicht das Genrekorsett, bleibt aber bis zum Ende ein launiger, unbeschwerter Jugendlichenfilm, der auch erwachsene Zuschauer erfreut. Zum Beispiel mit den hervorragenden Effekten von Tony Gardner, einem der federführenden Spezialisten auf diesem Feld: Statt auf Blutfontänen aus dem Computer setzt er auf Handarbeit. Das Ergebnis beeindruckt, etwa wenn Augie von einer Gruppe Zombie-Katzen, dargestellt von entzückenden, ferngesteuerten Puppen, durch die Wohnung gejagt wird. Auch wenn ,Scouts vs. Zombies‘ zuvorderst eine Komödie ist, lauert in ihr eine erschreckende Erkenntnis: Als ein lebender Toter beginnt, Britney Spears’ ,Baby One More Time‘ mitzusingen, weiß man, dass man von einigen Ohrwürmern bis ins Grab und darüber hinaus verfolgt werden wird.“

## Fortsetzung
In einem Interview gaben die Hauptdarsteller Miller, Morgan und Dumont bekannt, dass im Falle eines finanziellen Erfolges des Films eine oder mehrere Fortsetzungen möglich wären.